# Jules César Hilaire Le Bœuf

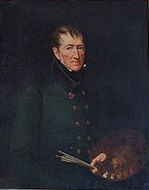
Zelfportret (gemeentehuis van Valdahon)

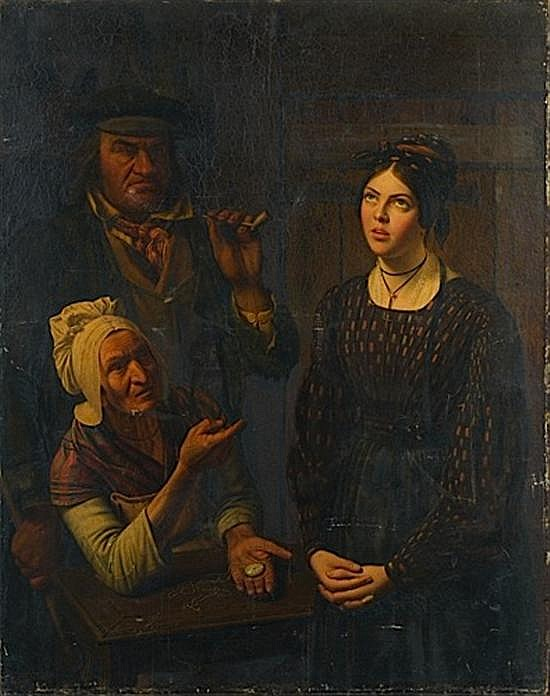
Le retard de la couturière (private collectie)

Jules César Hilaire Le Bœuf, markies van Valdahon (Dole, 15 januari 1772 - Monéteau, 1847) was een Franse militair, kunstschilder en uitvinder.
De familie Le Bœuf had zich in de 18e eeuw gevestigd in Valdahon (Doubs) en voerde de titel van markies van Valdahon. Jules César Hilaire was de zoon van Jacques Marie Le Bœuf (1738-1787), een musketier, en Gabrielle de Monnier (1744-1802). Hij werd net zoals zijn vader musketier en ook majoor in de koninklijke garde. Na de Franse Revolutie emigreerde hij, maar hij keerde in 1802 terug naar Frankrijk waar hij een deel van zijn goederen kon recupereren. In 1829 kreeg hij een schadevergoeding als émigré en kocht hiermee een huis in Monéteau waar hij woonde tot zijn dood.
Le Bœuf huwde in 1797 met Anne Julie de Müller (1773-1851) en kreeg twee zonen:
- Jules César Le Bœuf (1798-1879);
- Jules Henri Théophile Le Bœuf (1808-1881).

Hij legde zich toe op de schilderkunst en de lithografie. Hij exposeerde elf keer op het Salon van Parijs tussen 1819 en 1840. Zijn werk bestaat uit genrestukken en religieuze onderwerpen. Het omvat de schilderijen:
- Le retard de la couturière (18??)
- Jeanne d'Arc (1840)

En hij was in 1821 uitvinder van het Valdahon-geweer. Ook nam hij in 1826 een patent op een capsule om schilderspullen te bewaren.
Hij werd ridder in de Orde van de Heilige Lodewijk (1814) en in het Legioen van Eer (1815).